# Ecdyonurus nigrescens
Ecdyonurus nigrescens is een haft uit de familie Heptageniidae. De wetenschappelijke naam van de soort is voor het eerst geldig gepubliceerd in 1908 door Klapálek.
De soort komt voor in het Palearctisch gebied.